# Homalomena elliptica
Homalomena elliptica är en kallaväxtart som beskrevs av Joseph Dalton Hooker. Homalomena elliptica ingår i släktet Homalomena och familjen kallaväxter. Inga underarter finns listade.